# Palaisquartier

Logo des Palaisquartier

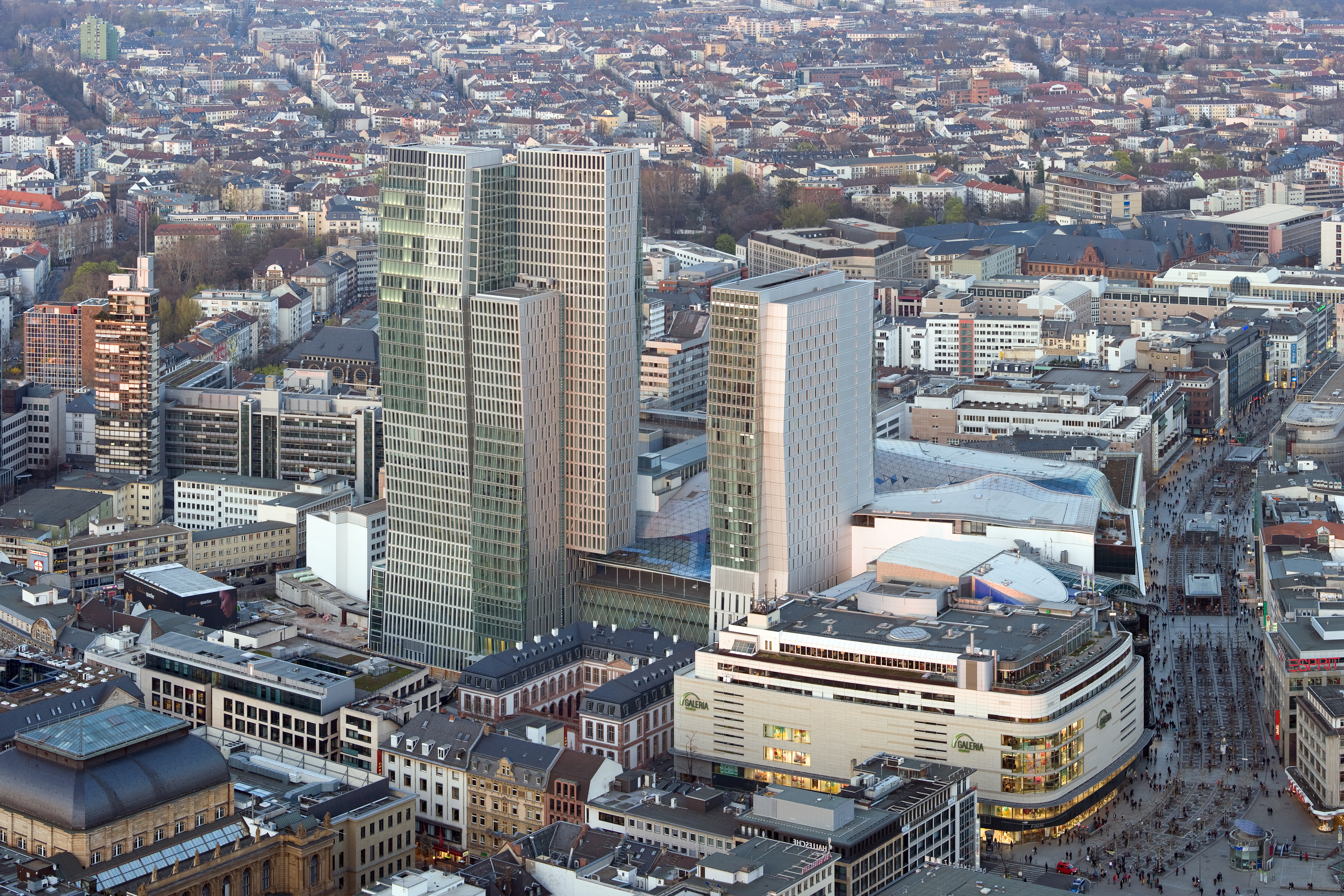
Palaisquartier vom Main Tower gesehen (März 2011)

Das Palaisquartier ist ein zwischen 2004 und 2010 errichteter Gebäudekomplex an der Großen Eschenheimer Straße in der Innenstadt von Frankfurt am Main.
Er besteht aus vier Gebäuden: Einer verkleinerten Rekonstruktion des barocken Palais Thurn und Taxis, dem 136 Meter hohen Bürohochhaus Nextower, dem 96 Meter hohen Jumeirah Frankfurt Hotel sowie dem Einkaufszentrum MyZeil.
Zusätzlich wurde unter dem ca. 1,7 Hektar großen Areal zwischen der Zeil und dem Eschenheimer Turm ein Parkhaus mit 1.396 Stellplätzen, das größte in der Frankfurter Innenstadt, gebaut.

## Geschichte

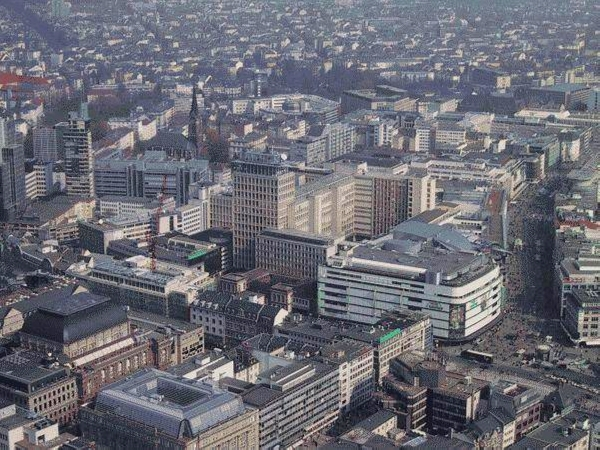
Das ehemalige Post-/Fernmelde-Areal (2003, zwischenzeitlich abgerissen)

Das als „Post-Areal“ bekannte Grundstück war im Februar 2002 von der Deutschen Telekom für 230 Millionen Euro an den niederländischen Investor MAB verkauft worden. Im selben Jahr ging das Architekturbüro KSP Engel und Zimmermann Architekten als Sieger aus dem städtebaulichen Wettbewerb für das Bauvorhaben hervor. Die ersten Planungen sahen vor, spätestens im Juli 2004 mit den Neubauten zu beginnen und diese Ende 2006 abzuschließen. Nach einer Reihe von Verzögerungen wurde das Einkaufszentrum schließlich am 26. Februar 2009 eröffnet. Die Neubauten des Palais Thurn und Taxis sowie der zwei Hochhäuser wurden im Laufe des Jahres 2011 fertiggestellt und bezogen. Die geplante Investitionssumme für das gesamte Projekt betrug zunächst etwa 800 Millionen Euro, mittlerweile werden die Gesamtkosten auf etwa 960 Millionen Euro geschätzt.
Für das Bauprojekt wurde unter anderem die ehemalige Hauptpost und das 69 Meter hohe Fernmeldehochhaus, eines der ersten Hochhäuser in Frankfurt aus dem Jahr 1956, abgerissen. Ebenfalls abgerissen wurde das Rundschau-Haus auf dem direkt angrenzenden Grundstück. Dieses 5500 Quadratmeter große Grundstück, das nicht Teil von Palais Quartier ist, wurde im Juni 2005 nach 33 Monate langen Verhandlungen vom Druck- und Verlagshaus Frankfurt an das niederländische Unternehmen MAB verkauft. Dieses bzw. sein Mutterunternehmen Bouwfonds entwickelte anschließend den Gebäudekomplex in einem Joint Venture mit dem ebenfalls niederländischen Unternehmen MeyerBergmann. im September 2005 wurde der Grundstein für das Projekt gelegt. Nach dem Abriss des Rundschau-Hauses 2006 diente es zunächst der Baustellenlogistik für das Palais Quartier. Entwürfe für den Neubau wurden 2006 von Langhof Architekten vorgestellt, bislang wurde die Neubebauung noch nicht in Angriff genommen.
Das Bauprojekt war zunächst als „Zeil-Projekt“ bekannt, danach lange Zeit als „Frankfurt Hoch Vier“, bevor mit „Palaisqartier“ der derzeitige Name präsentiert wurde.

## Palais Thurn und Taxis

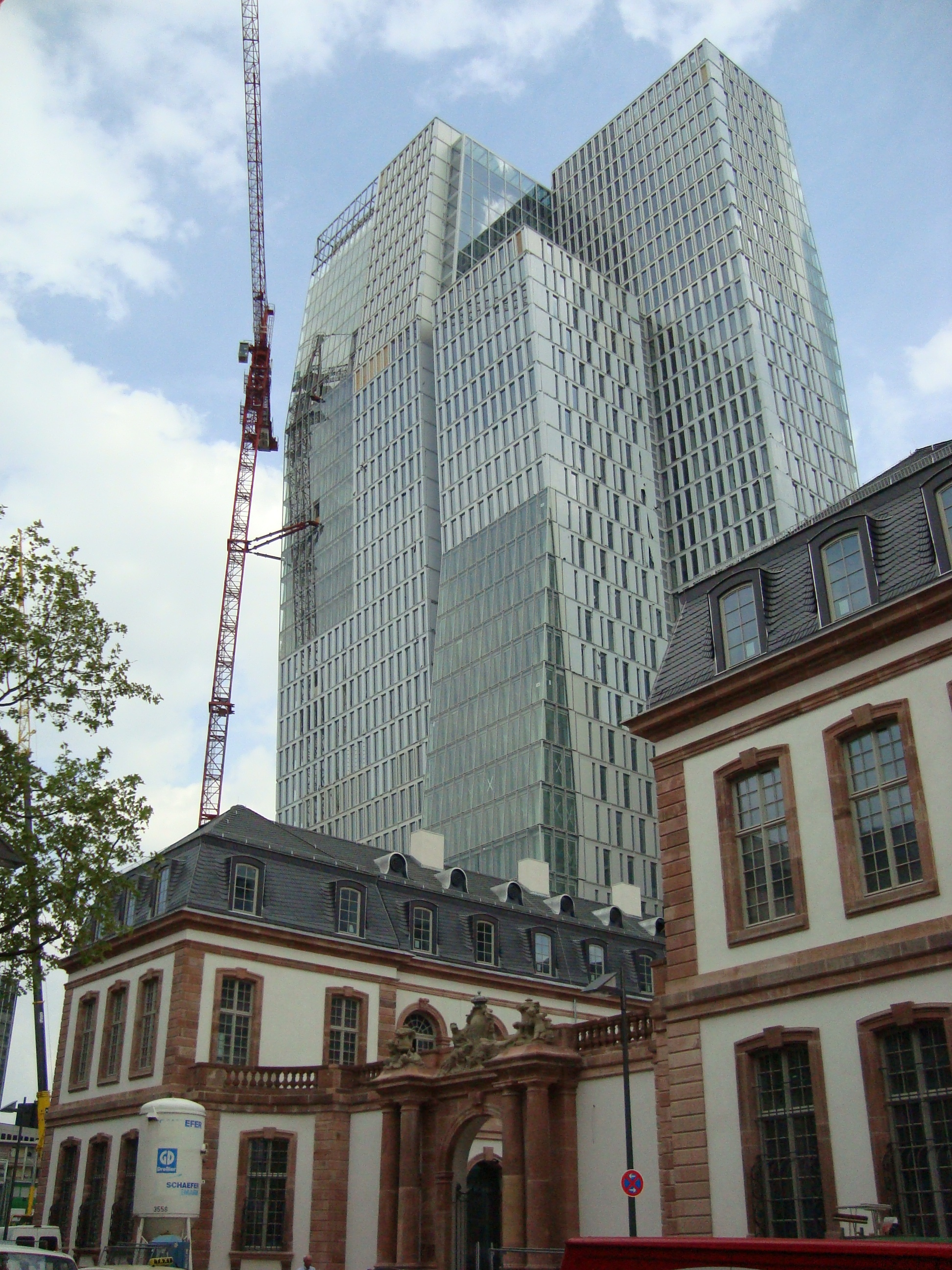
Palais Thurn und Taxis und Nextower (April 2009)

Das dem Gesamtkomplex namensstiftende Palais Thurn und Taxis an der Großen Eschenheimer Straße wurde nach historischem Vorbild wieder aufgebaut. Es handelt sich nicht um eine originalgetreue Rekonstruktion, sondern um eine verkleinerte Kopie des ursprünglichen spätbarocken, bei den Luftangriffen auf Frankfurt 1944 zerstörten Stadtpalais. Die erhaltenen Torhäuser wurden abgerissen, deren Sandsteinornamente im Bau aber wiederverwendet.
Anders als früher steht das neue Palais an allen Seiten frei, so dass die beiden Seitenflügel des Cour d’honneur nunmehr Schauseiten nach Norden bzw. Süden erhielten, die sie früher wegen der Nebenhöfe nicht hatten. Diese Fassaden wurden vollkommen neu entworfen. Schließlich musste auch die Gartenfassade des Corps de Logis vollkommen neu gestaltet werden, um sie an die geänderte Kubatur der Rekonstruktion anzupassen. Das Gebäude ist eine Stahlbetonkonstruktion und mit einem Dach aus Stahlstreben versehen, erscheint aber äußerlich trotzdem als historisches Gebäude.
Neben einem Multifunktionssaal für etwa 1000 Personen im Untergeschoss, Einzelhandel und gehobene Gastronomie im Erdgeschoss beherbergt es Büros in den Obergeschossen.

## Nextower

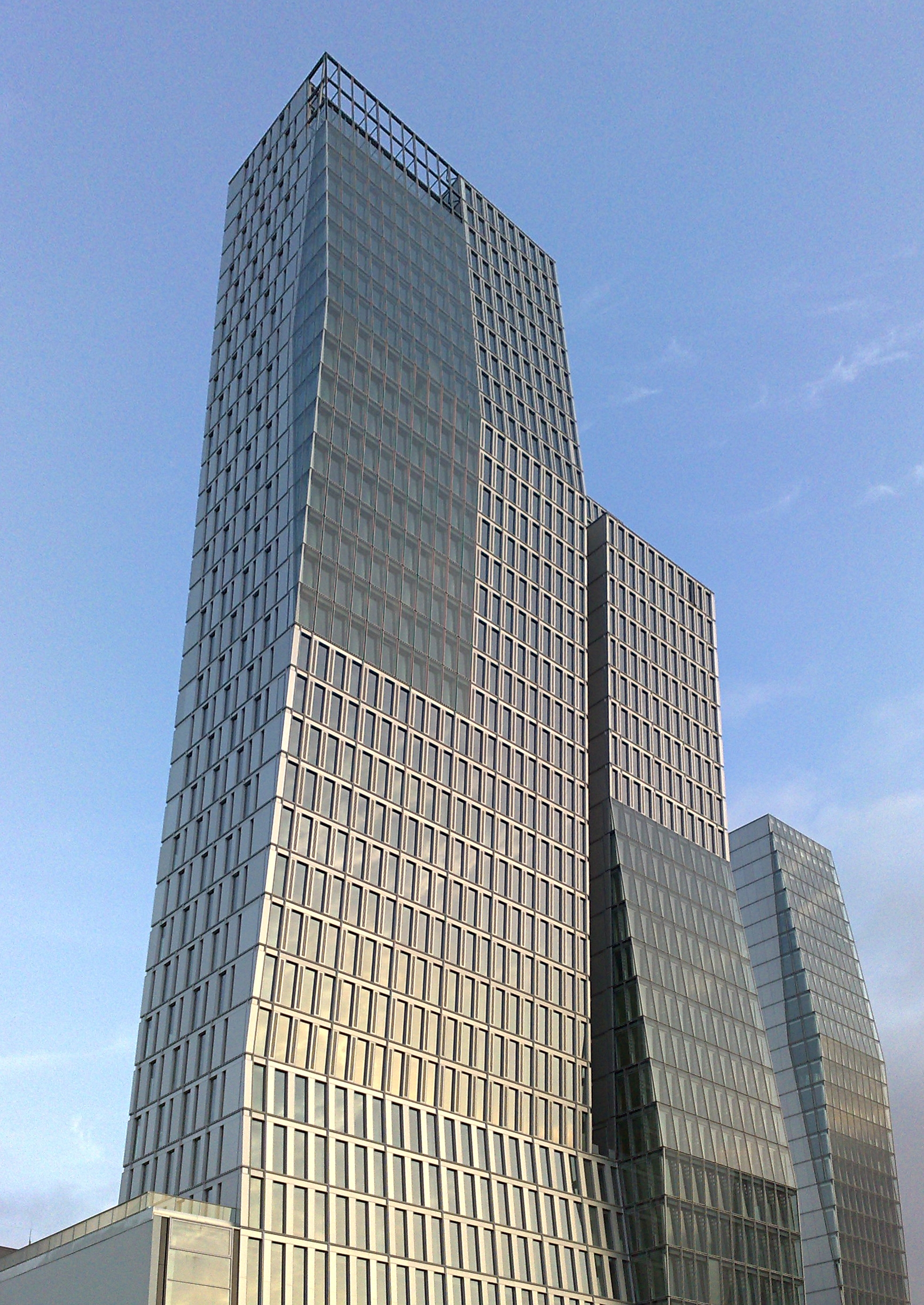
Nextower und Jumeirah Hotel (Februar 2010)

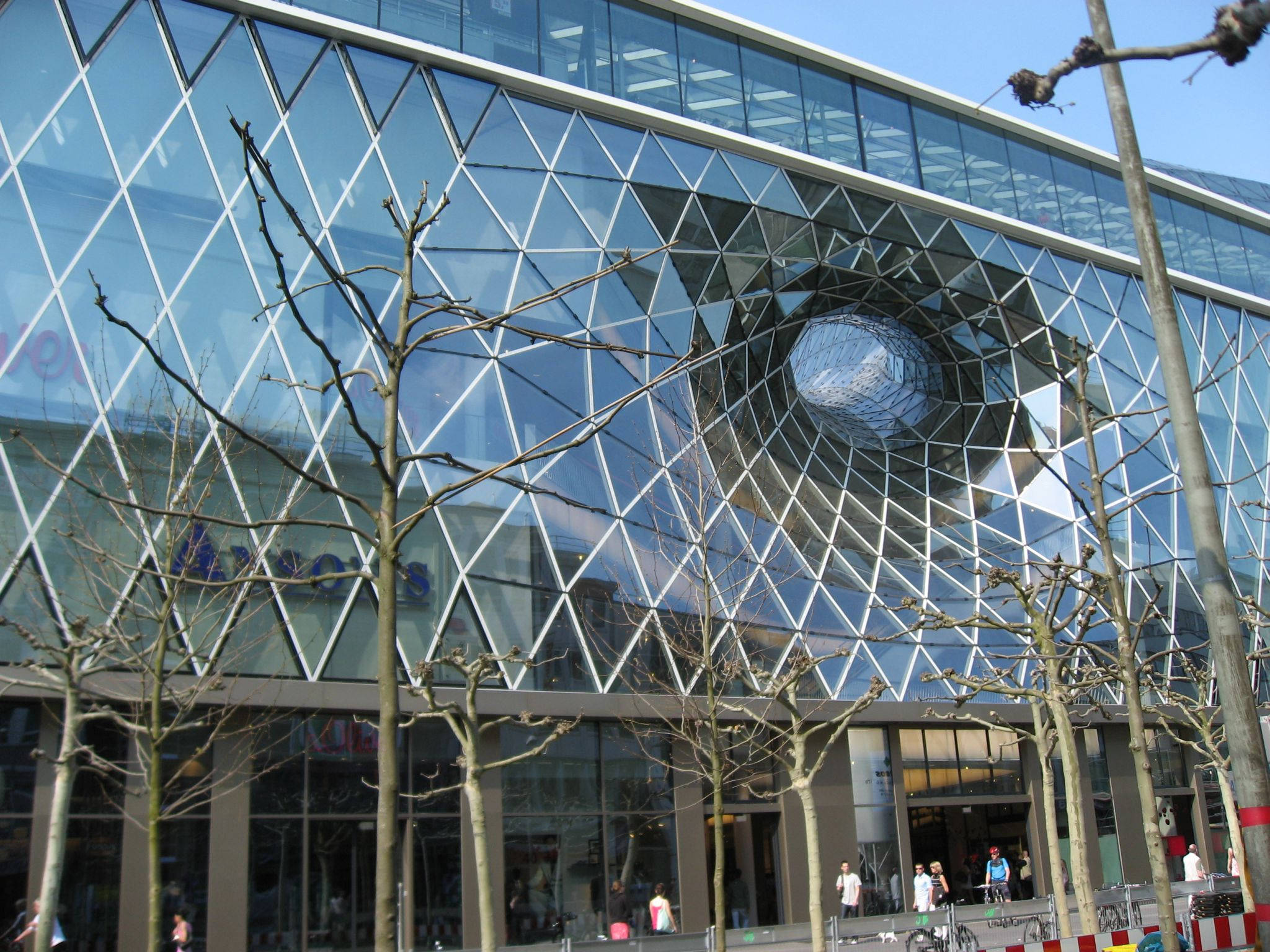
Einkaufszentrum MyZeil, Ansicht von der Zeil (April 2009)

Hinter der Rekonstruktion des Palais steht am neu angelegten Thurn-und-Taxis-Platz 6 ein 136 Meter hohes Hochhaus, ebenfalls entworfen von KSP Engel und Zimmermann. Es hat in leicht dekonstruktivistischer Manier geknickte Fassaden aus matt schimmerndem Aluminium und Glas. Der Büroturm weist auf 32 Geschossen 48.000 m² Gesamtfläche auf. In den unteren Geschossen befinden sich die Lobby und mehrere Konferenzräume, in der vierten Etage besteht ein direkter Zugang zum unmittelbar anschließenden Einkaufszentrum MyZeil. In 90 Metern Höhe gibt es zwei Dachterrassen, die allerdings nicht öffentlich zugänglich sind. Das Gebäude wurde im Herbst 2011 bezogen, die ersten Mieter waren eine Anwaltskanzlei und eine Unternehmensberatung. Weitere Mieter, wie COLLECTION Flexible Workspaces und Match Office folgten.

## Hotel Jumeirah Frankfurt
Neben dem Nextower steht am Thurn-und-Taxis-Platz 2 ein weiteres Hochhaus mit 25 Stockwerken und 96 Metern Höhe. Im April 2009 wurde mit der internationalen Hotelkette Jumeirah Group aus Dubai ein Pachtvertrag unterzeichnet, im August 2011 wurde das Hotel Jumeirah Frankfurt nach einem aufwändigen Innenausbau eröffnet. Das Luxushotel mit 217 Zimmern und Suiten ist das erste Hotel der Jumeirah Group in Deutschland und das dritte Hotel in Europa nach London mit zwei Jumeirah Hotels. Das Hotel verfügt über einen 364 m² großen Ballsaal in der dritten Etage, ein Talise Spa mit getrennten Saunen für Männer und Frauen, eine Präsidentensuite sowie das moderne Grillroom-Restaurant „Max on One“ im ersten Stock.
Im Februar 2022 wurde bekannt, dass sich Jumeirah aus Frankfurt zurückzieht. Ab April 2022 wird das Haus von JW Marriott betrieben, die hier das erste Haus der Marriott-Luxusmarke „JW“ in Deutschland eröffneten.

## Einkaufszentrum MyZeil
Das von Massimiliano Fuksas entworfene Einkaufszentrum MyZeil bildet die fußläufige Verbindung vom Thurn-und-Taxis-Platz zur Einkaufsmeile Zeil. Auf sechs Stockwerken verteilen sich über 100 Geschäfte auf 47.000 Quadratmetern Verkaufsfläche. Zu den größten Mietern gehören ein Rewe-Markt im Untergeschoss, der Herrenausstatter Anson’s auf drei Teiletagen, das Fitnessstudio Fitness First und im dritten und vierten Obergeschoss der Elektronik- und Haushaltsgerätemarkt Saturn. Im MyZeil befindet sich außerdem eine Filiale des kalifornischen Modeunternehmens Hollister, seinerzeit die erste in Kontinentaleuropa.
Architektonische Besonderheiten des Bauwerks sind das organisch geformte Glasdach, der rüsselartige gläserne Regenwasserabfluss zur Zeil sowie die 46 Meter lange „Express“-Rolltreppe, die vom Parterre direkt in das vierte Obergeschoss, den „Gastro-Boulevard“, führt.